# Relleus de la vida de la Verge
 Els Relleus de la vida de la Verge són 4 relleus que procedeixen del Retaule Major del monestir cistercenc de la Espina, a Valladolid, i van ser realitzats per l'artista Manuel Álvarez entre 1570 i 1577. Es poden considerar una de les seves obres mestres i un conjunt excepcional dins del Renaixement espanyol. Actualment forma part de la col·lecció permanent del Museu Frederic Marès.
Les escenes representades corresponen a la vida de la Verge, i van en ordre cronològic: la Presentació de Maria en el temple, l'Enunciació, la Visitació i l'Adoració dels pastors. Els passatges aquí representats han estat presos de l'Evangeli de Lluc. És ell qui narra més detingudament els aspectes de la vida de Maria.
Aquests relleus, esculpits en alabastre, presenten una gradació en profunditat: del que sobresurt més fins al que és gairebé pla, i això, junt amb els fons arquitectònics, contribueix a crear la sensació d'espai. Hi destaca el tractament acurat de les robes i les cares amb barbes i cabells arrissats. Tot el conjunt té un aire italianitzant, influït pel manierisme florentí-romà.
El retaule, la forma i les dimensions originals del qual desconeixem, va ser desmuntat al cap de poc que es produís la retirada francesa, segurament a causa dels danys patits durant la Guerra de la Independència. Les peces es van dispersar. Algunes es conserven en altres esglésies properes al monestir. Aquests quatre relleus van passar al comerç i van ser trobats per Marès en el mercat d'antiguitats de París, i adquirits el 1958 amb la col·laboració de l'Ajuntament de Barcelona. Evidentment, amb aquest acte el museu va contribuir a la recuperació d'obres del patrimoni hispànic.

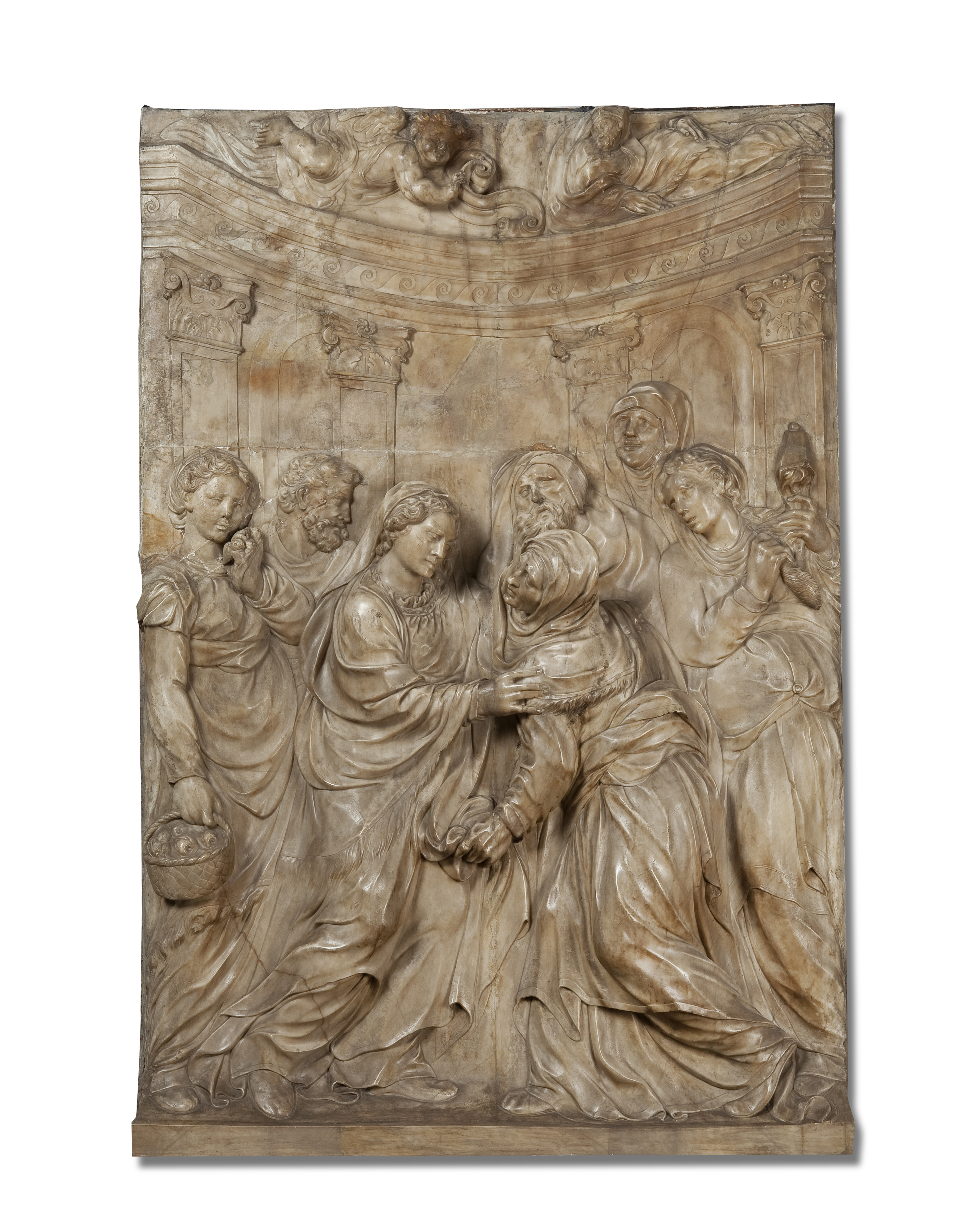
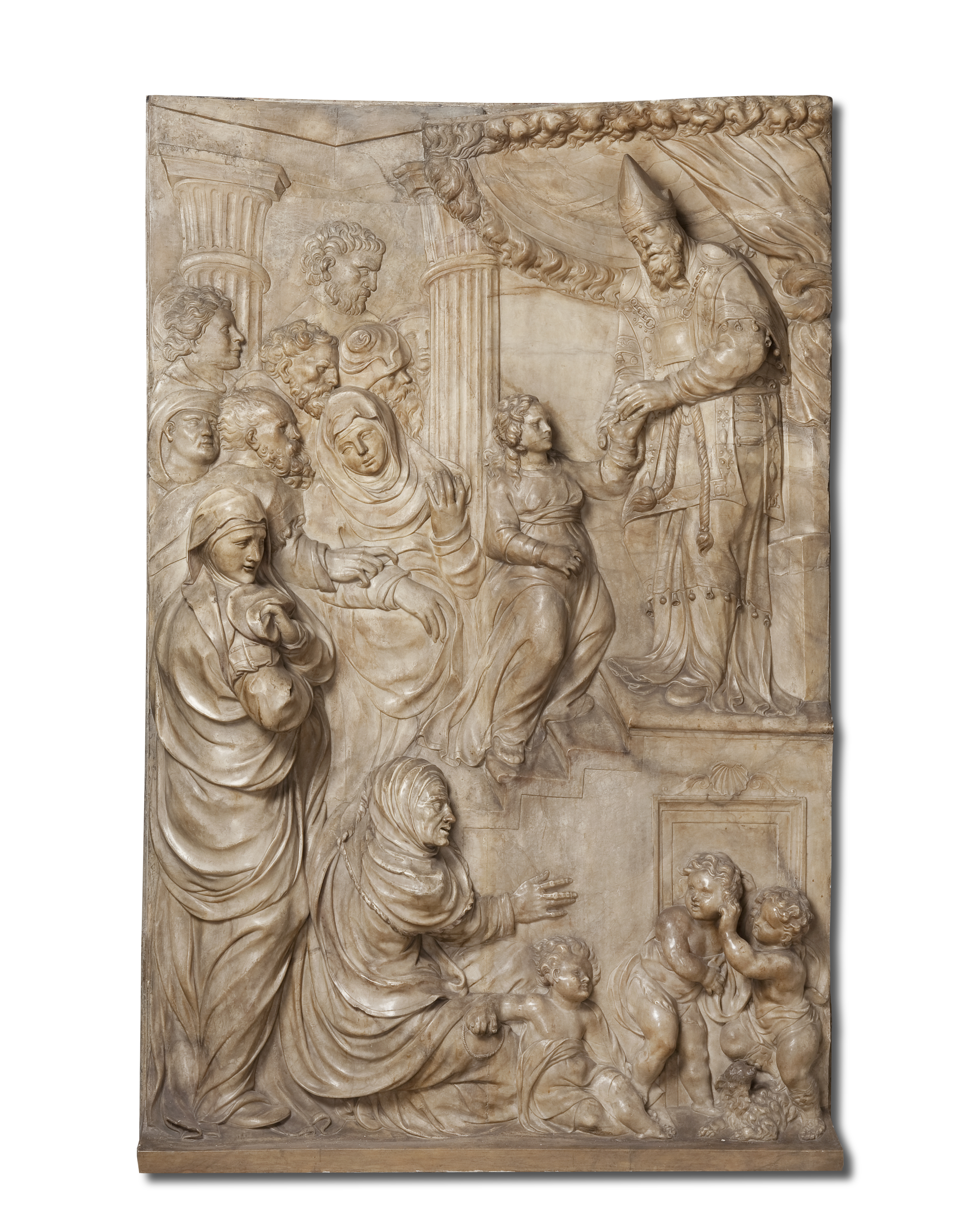
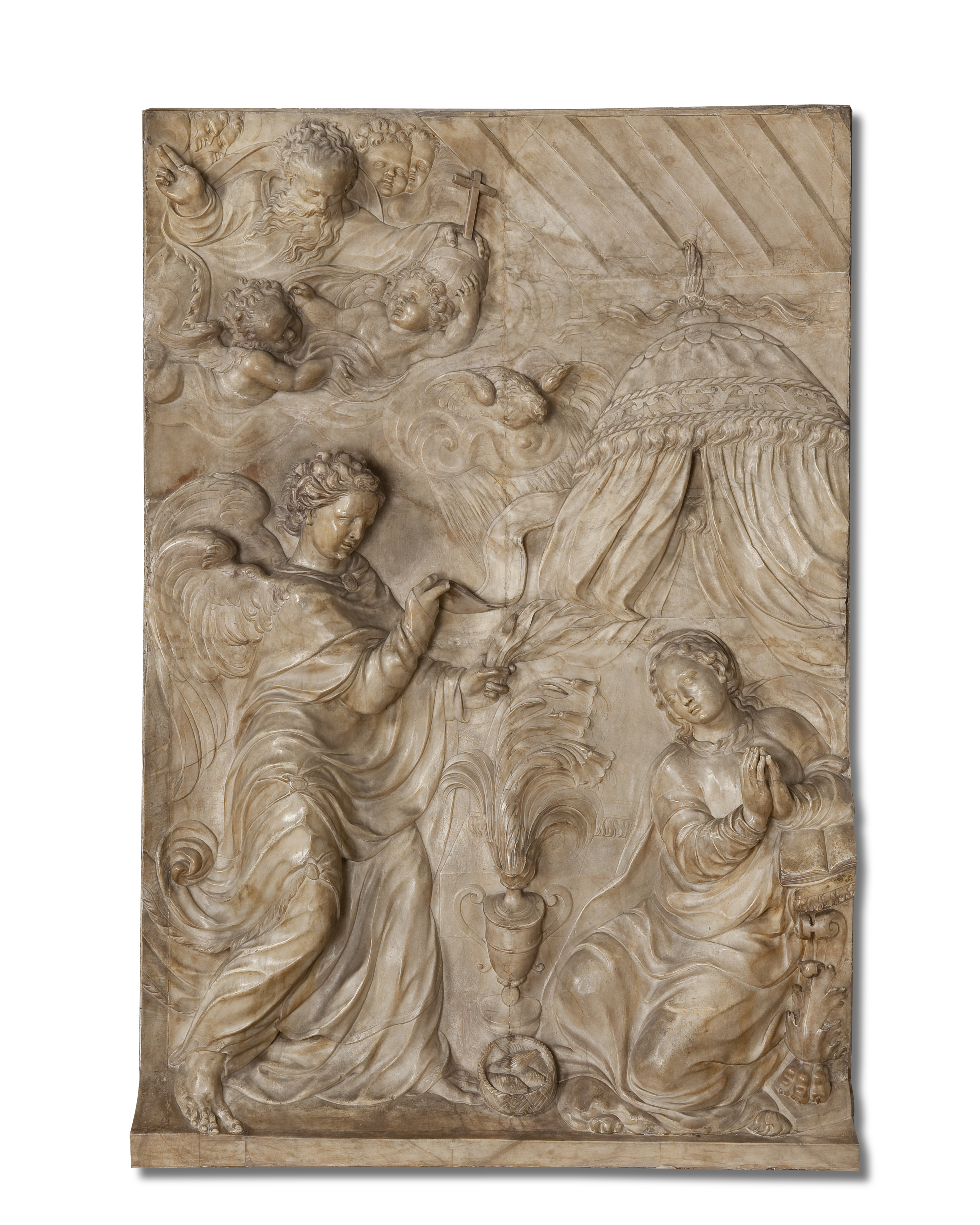